# Colcerver
Colcervèr (Coẑolvèr in ladino zoldano) è una frazione del comune italiano di Val di Zoldo, in provincia di Belluno.

## Geografia fisica
Si colloca su un costone che si protende verso est dalle pendici occidentali del col Baion (1358 m s.l.m.), ovvero sul versante occidentale della valle della Malisia. Il costone è delimitato a sud dalla breve val di Zoc.

## Storia
Colcerver (toponimo che rimanda alla presenza di cervi) fu abitata stabilmente a partire dal XVI secolo. Rappresentò per secoli una delle borgate più popolose dello Zoldano e nel 1886 contava 293 abitanti.
All'inizio del Novecento venne in parte distrutta da un incendio, ma fu subito ricostruita. Nei decenni successivi si assisté al progressivo abbandono del paese, dovuto soprattutto alla posizione isolata: tuttora l'unica carrozzabile è una disagevole strada militare (risale alla prima guerra mondiale) proveniente da Pralongo. Dalla metà degli anni 1980 è praticamente disabitata e si ripopola solo nei periodi di ferie grazie a qualche villeggiante.
Sino ai primi dell'Ottocento fece parte della regola di Goima, comprendente anche Cordelle, Gavaz, Molin e Chiesa.

## Monumenti e luoghi d'interesse

### Chiesa dei Santi Ermagora e Fortunato
Si trova sul ciglio orientale del pianoro su cui sorge il paese, offrendo un notevole panorama sulla bassa val Zoldana. Venne eretta tra il 1739 e il 1741 su iniziativa della famiglia Panciera, la quale la dotò di dieci livelli sui propri terreni.
Si presenta come un piccolo edificio dalle linee molto sobrie. Gli ingressi sono due, quello principale, sovrastato da un oculo, e uno secondario aperto sul lato nordorientale; presentano entrambi stipiti lavorati in pietra di Castellavazzo. L'interno, a navata unica, custodisce un solo altare con alzata lignea dipinta. Degne di nota le tre acquasantiere, anch'esse in pietra di Castellavazzo. Dal lato destro del coro, caratterizzato dal soffitto a vele, è possibile accedere alla sagrestia.
All'esterno si trova un minuscolo campanile di legno, con una sola campana; di quello originale resta una finestrella sulla facciata.

### Sentieri
Oltre che a Pralongo (carrozzabile), Colcerver è collegata a Dont tramite un sentiero che aggira il col Baion e ridiscende verso il letto del Maè. Dal centro del paese è inoltre possibile raggiungere la cima del col Baion in circa mezzora di camminata.
Si cita inoltre il sentiero CAI 539 che si dirige alla forcella de la Baranche (pendici orientali della catena del San Sebastiano) congiungendosi al sentiero 536 (Anello Zoldano). Il sentiero CAI 538 raggiunge in un'ora e mezza el Vach, suggestivo laghetto alpino alimentato da una cascata che scende dalla sovrastante baita Angelini